# Spring Affair
«Spring Affair» (en español: Asunto de Primavera) es el primer sencillo del álbum Four Seasons of Love de la cantante Donna Summer. La canción representa a la primavera en su álbum conceptual y narra el comienzo de una nueva relación. En el momento de su lanzamiento, Donna había comenzado a tomar su nombre como una de las líderes mujeres de la música disco por el lanzamiento de canciones sexuales de considerable duración. En su totalidad, "Spring Affair" dura un poco más de ocho minutos, pero fue editada para ser lanzada como sencillo.
El lado B corresponde a la canción "Come With Me", escrita por Giorgio Moroder con Pete Bellotte y perteneciente al álbum A Love Trilogy.

## Sencillos
- FRA 7" sencillo (1976) Atlantic 10 885[1]

1. «Spring Affair» - 3:39
2. «Come With Me» - 4:20

- NL 7" sencillo (1976) Groovy GR 1224[2]

1. «Spring Affair» - 3:26
2. «Come With Me» - 4:20

- US 7" sencillo (1976) Casablanca NB 872[3]

1. «Spring Affair» - 3:39
2. «Come With Me» - 4:20

- CAN 7" sencillo (1976) Casablanca NB 872X[4]

1. «Spring Affair» - 3:39
2. «Come With Me» - 4:20

- 7" sencillo (1976) Atlantic ATL  10 884N[5]

1. «Spring Affair»
2. «Winter Melody»

## Posicionamiento
"Spring Affair" junto al álbum Four Seasons of Love alcanzó el #1 en la lista dance, incluyendo también al sencillo siguiente "Winter Melody". En varios álbumes posteriores de la cantante sucedió la misma situación (I Remember Yesterday y Once Upon a Time).
| Lista/País (1976)             | Posición más alta |
| ----------------------------- | ----------------- |
| Canadá                        | 38                |
| Billboard Hot 100             | 58                |
| Billboard Hot Soul Singles    | 24                |
| Billboard Hot Dance Club Play | 1                 |

## Sucesión
| Predecesor: "My Sweet Summer Suite" / "Brazilian Love Song" de The Love Unlimited Orchestra | Billboard Hot Dance Club Play - Sencillo número uno (con Four Seasons of Love) 13 de noviembre de 1976 - 18 de diciembre de 1976 | Sucesor: "Don't Leave Me This Way" / "Any Way You Like It" de Thelma Houston |